# Гибридное ядро
Гибридное ядро (англ. Hybrid kernel) — модифицированные микроядра, позволяющие для ускорения работы запускать модули ОС в пространстве ядра.
Имеют «гибридные» достоинства и недостатки.
Все рассмотренные подходы к построению операционных систем имеют свои достоинства и недостатки. В большинстве случаев современные операционные системы используют различные комбинации этих подходов. Так, например сейчас ядро Linux представляет собой монолитную систему с отдельными элементами модульного ядра. При компиляции ядра можно разрешить динамическую загрузку и выгрузку очень многих компонентов ядра — так называемых модулей. В момент загрузки модуля его код загружается на уровне системы и связывается с остальной частью ядра. Внутри модуля могут использоваться любые экспортируемые ядром функции.
Существуют варианты ОС GNU (Debian GNU/Hurd), в которых вместо монолитного ядра применяется ядро Mach (такое же, как в Hurd), а поверх него в пользовательском пространстве работают те же самые процессы, которые при использовании Linux были бы частью ядра.
Другим примером смешанного подхода может служить возможность запуска операционной системы с монолитным ядром под управлением микроядра. Так устроены 4.4BSD и MkLinux, основанные на микроядре Mach. Микроядро обеспечивает управление виртуальной памятью и работу низкоуровневых драйверов. Все остальные функции, в том числе взаимодействие с прикладными программами, осуществляются монолитным ядром. Данный подход сформировался в результате попыток использовать преимущества микроядерной архитектуры, сохраняя по возможности хорошо отлаженный код монолитного ядра.
Наиболее тесно элементы микроядерной архитектуры и элементы монолитного ядра переплетены в ядре Windows NT. Хотя Windows NT часто называют микроядерной операционной системой, это не совсем так. Микроядро NT слишком велико (более 1 Мбайт, кроме того, в ядре системы находится, например, ещё и модуль графического интерфейса), чтобы носить приставку «микро». Компоненты ядра Windows NT располагаются в вытесняемой памяти и взаимодействуют друг с другом путём передачи сообщений, как и положено в микроядерных операционных системах. В то же время все компоненты ядра работают в одном адресном пространстве и активно используют общие структуры данных, что свойственно операционным системам с монолитным ядром. 
Таким образом, Windows NT можно с полным правом назвать гибридной операционной системой.
Смешанное ядро, в принципе, должно объединять преимущества монолитного ядра и микроядра: казалось бы, микроядро и монолитное ядро — крайности, а смешанное — золотая середина. В них возможно добавлять драйвера устройств двумя способами: и внутрь ядра, и в пользовательское пространство. Но на практике концепция смешанного ядра часто подчёркивает не только достоинства, но и недостатки обоих типов ядер.

## Примеры
- Syllable
- BeOS
- Haiku
- XNU (на основе Darwin, используется в Mac OS X)
- BSD-основанные
  - DragonFly BSD (первое из семейства BSD микроядро, основанное не на Mach)
  - XNU (Основано на Mach. Основа для Darwin, которая используется как ядро для OS X и iOS
- NetWare[3]
- Plan 9
- Inferno
- NT kernel (используется Windows NT, 2000, 2003; XP, Vista, 7, 8, 10, 11)
- ReactOS